# 约翰·麦凯恩的早年经历和军旅生涯
约翰·西德尼·麦凯恩三世（英語：John Sidney McCain III）的早年经历和军旅生涯涵盖他生命的前45年（1936年－1981年）。他的父亲和祖父都曾是美国海军上将。麦凯恩于1936年8月29日在巴拿马运河区出生，由于经常搬家，他曾在许多学校就读，于1958年从安纳波利斯海军学院毕业。1965年，麦凯恩同已有两个孩子的卡罗尔·西普成婚，两人之后又生下一个孩子。
身为海军飞行员，麦凯恩的任务是从航空母舰驾驶强击机出击。越南战争期间，福萊斯特號航空母艦于1967年发生重大火灾并猛烈爆炸，麦凯恩险些丧命。1967年10月，他在执行第23次轰炸任务、飞至河内市上空时被敌军击落并身受重伤，随后沦为战俘达5年半之久，在此期间多次遭受酷刑。1968年，北越方面表示愿意提前释放麦凯恩，但他不愿抛下那些被关押时间更长的战友，直到1973年巴黎和平协约签署后才回国。
回国后，麦凯恩进入美国战争学院深造，在佛罗里达州指挥大型训练中队，还被任命为联邦参议院的海军联络员。1980年，麦凯恩和卡罗尔离婚，不久后又迎娶辛迪·亨斯利，再于1981年以上校军衔退役。

## 早年经历和教育

### 家族传承

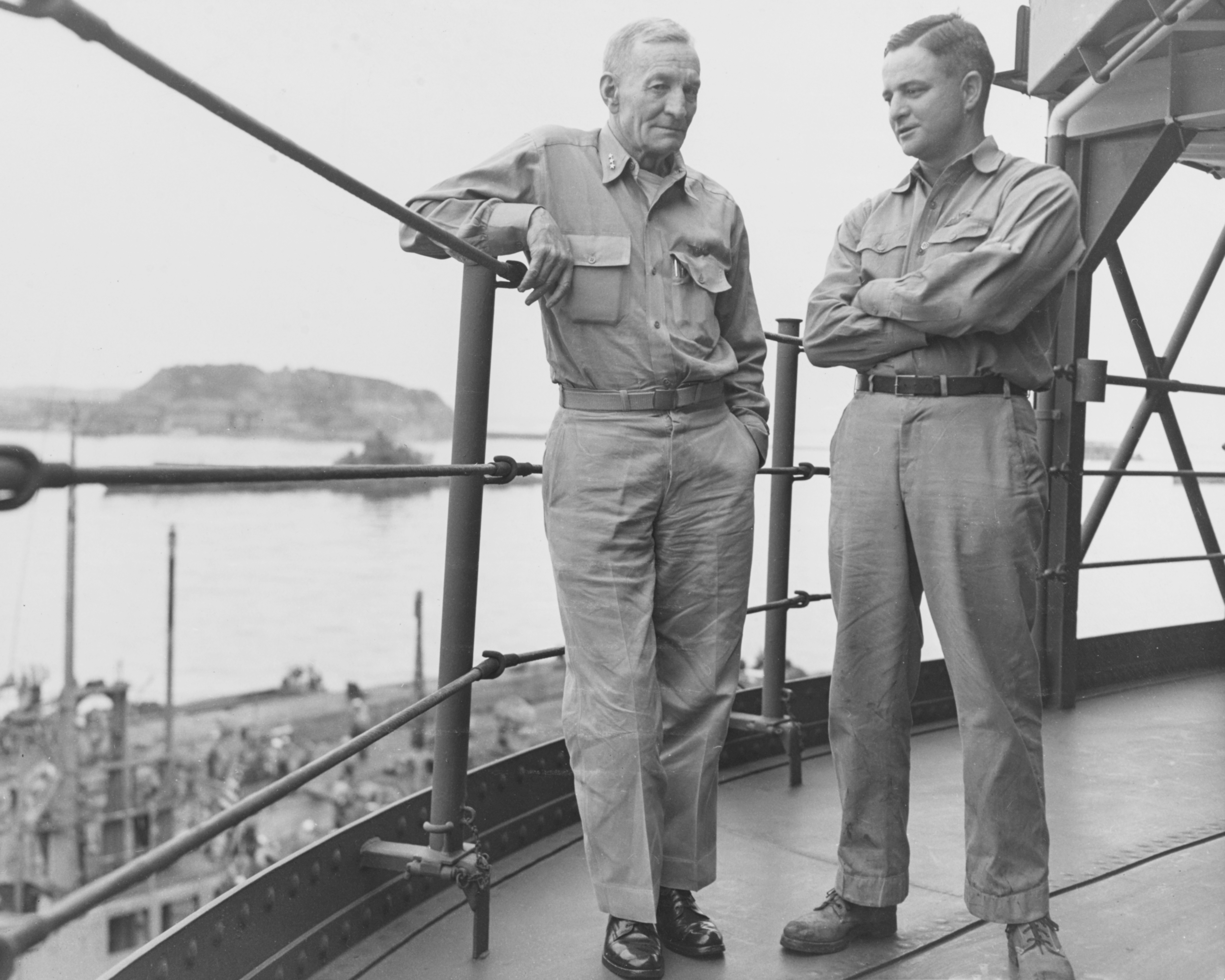
1945年9月2日左右，麦凯恩的爷爷（左）和父亲在东京湾内的一艘美国海军舰船上。

1936年8月29日，约翰·西德尼·麦凯恩三世生于巴拿马运河区可可索罗海军航空站的海军医院:12，他的父亲是海军军官小约翰·“杰克”·麦凯恩，母亲叫罗伯塔·麦凯恩（Roberta McCain，1912–2020），“莱特”（Wright）是母亲的娘家姓。麦凯恩三世有苏格兰混爱尔兰裔和英格兰裔血统。
麦凯恩三世的祖父母辈都是阿肯色州、密西西比州和德克萨斯州居民，而且大部分父系和母系先祖都是南方人。麦凯恩家族父系祖居密西西比州卡洛尔县，从1848年起就在特奥克（Teoc）拥有面积达8.1平方公里的种植园，并且一直经营到1952年止:21。南北战争爆发前，种植园内还有许多奴隶，其中有些人的后裔也采用麦凯恩家族的姓氏，自称“麦凯恩黑人”（black McCains）。内战结束后，佃农代替了原来的奴隶，蓝调歌手兼吉他手密西西比·约翰·赫特（Mississippi John Hurt）就是在麦凯恩家族的种植园出生，是麦凯恩黑人的后代。
作为美国军事世家，麦凯恩家族的先辈曾参与北美印第安战争、美国独立战争（麦凯恩因此一直是美国革命之子成员）、1812年战争:20，在内战期间为美利坚联盟国效力，还曾参与第一次世界大战。麦凯恩家族中也有投机暴富分子。麦凯恩的外祖父阿奇博尔德·赖特（Archibald Wright，1875至1971年）在密西西比州长大，但青年时就因面临多起赌博和无证经营指控逃到俄克拉何马州马斯科吉，然后通过建州早期的土地交易及在美国西南部开采原油发迹:11。到40岁时，已经致富的赖特选择早早退休陪伴家人，从此再也没有工作过:11。赖特的家人在俄克拉何马州和南加利福尼亚州生活，罗伯塔和双胞胎姐妹罗伊纳（Rowena）都受爷爷影响成为毕生的旅行和历险爱好者。家族中还不乏特立独行之辈：阿奇博尔德的夫人默特尔（Myrtle）反对罗伯塔同当时还只是水手的杰克·麦凯恩交往，结果两人选择私奔，并在墨西哥蒂华纳的一间酒吧成婚。
麦凯恩的爸爸和爷爷之后都成为海军上将，是美国历史上第一对官拜四星上将的父子。麦凯恩的爷爷老约翰·麦凯恩（John S. "Slew" McCain, Sr.，1884至1945年）是航母作战先驱，曾于1942年指挥瓜达尔卡纳尔岛战役中美军的所有陆基空中作战支援和掩护，之后又在1944至1945年率领快速航母特遣舰队积极投身第二次世界大战太平洋战场。他在菲律宾战役和冲绳岛战役中指挥的作战行动，以及向台湾和日本列岛发动的空袭，对战争接近尾声时的日本海军和空军构成毁灭性打击:13–14。老麦凯恩在东京湾的日本投降仪式过去仅4天后去世，是当时的头条新闻。杰克·麦凯恩是二战期间美国在多个战场军事行动的潜艇舰长，曾获银星和铜星勋章:13–14。

### 早年经历

从左至右依次为：约翰·麦凯恩三世、母亲罗伯塔、弟弟乔和父亲小约翰·麦凯恩，摄于1951年。

麦凯恩的家人叫他“约翰尼”（Johnny）:12，他的姐姐桑迪（Sandy）生于1934年，弟弟乔（Joe）于1942年出世，受父亲岗位调动的影响，一家人在约翰尼10岁前都经常搬家，辗转新伦敦、珍珠港，以及太平洋上的另外多个军事基地:19。麦凯恩的暑假有时会在位于特奥克的家族种植园度过:21，但他总觉得军旅生涯比种植园的生活更适合自己。每当搬到一地，麦凯恩就会进入基地的已有学校就读:19，但由于学校课程未必符合他的需求，自己的上课时间也难以保障，所以这经常对他接受教育造成不利影响:19。1941年珍珠港事件爆发后，麦凯恩的父亲离开了很长一段时间，孩子的教育则主要通过母亲的努力来实现。罗伯塔利用家族经常长途旅行的机遇带着孩子前去参观历史和文化遗迹:101–103，麦凯恩之后回忆称，正是母亲让他的生命中有这么多快乐，即便遭遇不幸，他也不会失去快乐生活的希望:101–103。作为共和党人，罗伯塔让孩子紧跟时事，不过受父亲的军旅生涯影响，一家人通常不会向外人透露家族党派立场。
二战结束后，麦凯恩的父亲继续在海军服役，有时还在政治联络职位工作。一家定居北弗吉尼亚后，麦凯恩于1946至1949年间进入亚历山德里亚的圣斯蒂芬学校就读，同之前的学校相比，该校教育质量更高:20。在家人眼里，麦凯恩一直安静、值得信赖而且懂礼貌，但就读圣斯蒂芬学校期间，他开始变得不守规矩、桀骜不驯。接下来的两年，一家又跟随父亲前往其它海军基地度过:21，到青年时，麦凯恩一共就读过的学校约有20所，经常因在学校打架而受纪律处分:100。据麦凯恩之后回忆，受父亲事业的影响，他经常需要同自己的朋友道别，这也是他童年时代最悲伤的回忆。每到一所新的学校，他就急于通过张狂的态度来结识新朋友，弥补失去之前老朋友的损失。所以他在每所新学校里都变得越来越以个人为中心，越来越倾向于制造麻烦。:107–108
1951年，麦凯恩进入亚历山德里亚的圣公会高中就读，该校为全男性私立寄宿学校，学术品质优异，生活环境朴素，有严格的荣誉守则和捉弄新生的传统:22–24。校内大部分学子都是南方富有人家子弟，麦凯恩由此见识到海军文化以外的生活和事业:108–110:23–24。其它同学给个性好斗而火爆的麦凯恩起的绰号包括“朋克”和“麦坏坏”（McNasty），他对自己的硬汉形象也很满意并继续发场光大，还结交了几个朋友:28。麦凯恩曾两次在摔跤比赛中获校队奖章，在轻量级比赛中表现优异:25–26。他还在中学足球和网球校队效力，参与学生报纸和年鉴编制，并投身话剧社:26。语文老师兼足球教练威廉·毕·罗芙奥三世（William Bee Ravenel III）对麦凯恩的学习、荣誉和自我形象意识有很大影响。麦凯恩之后表示，自己的学术表现“平凡无奇，但还能接受”:116，他在1954年高中毕业。

### 海军学院

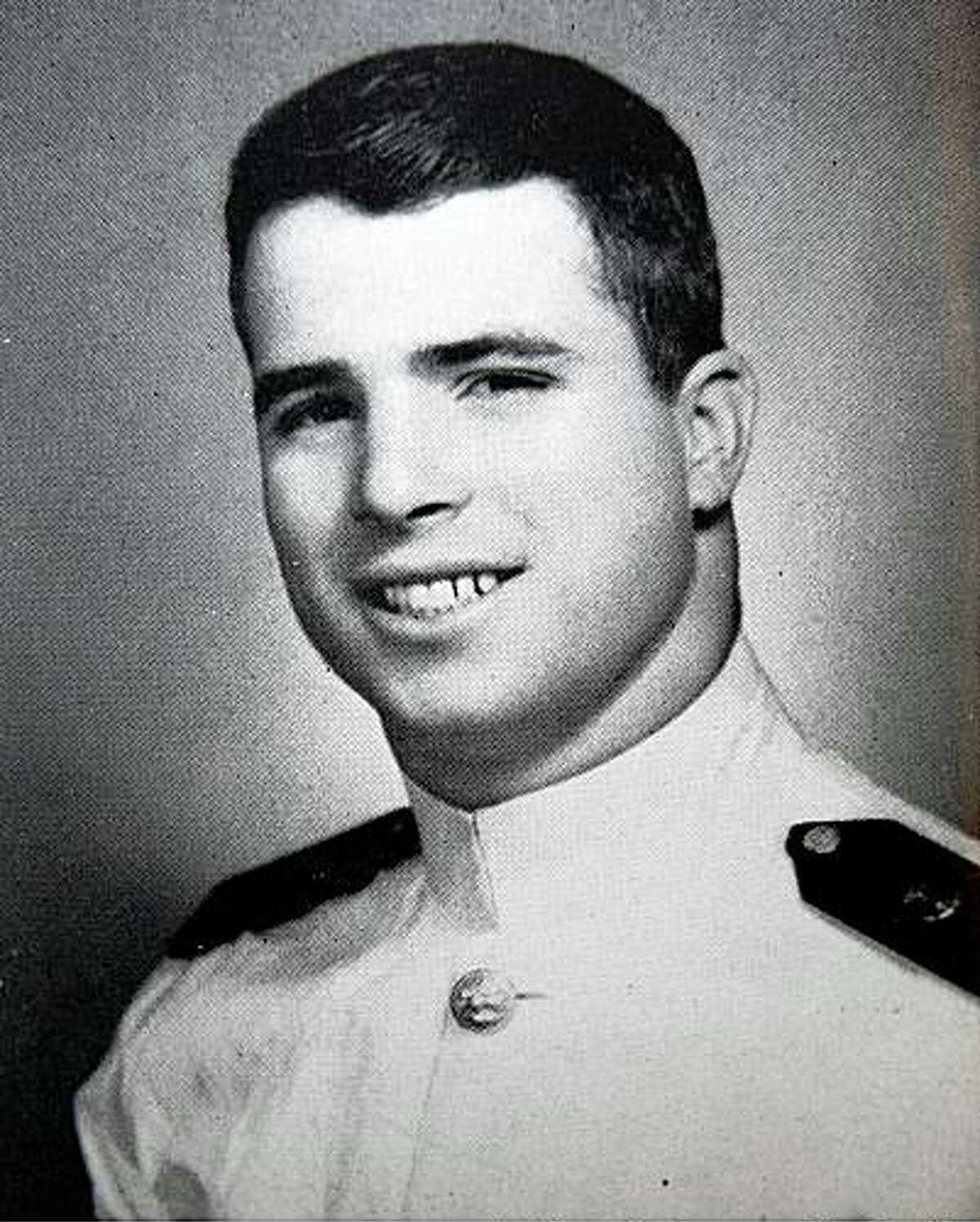
正在安纳波利斯海军学院的约翰·麦凯恩，摄于20世纪50年代中期。

1954年6月，在入学考试中表现不凡的麦凯恩得以跟随父亲和爷爷的脚步，进入安那波利斯的美国海军学院深造:31–35。据麦凯恩回忆，当年他只是觉得进入海军学院是无可避免的，所以没有做任何反抗地接收宿命，以此来看，当年应该是父母强令他前去该校，没有任何商量余地:110–111:34。
麦凯恩对在海军学院学习感到矛盾:31–35，所以有意违反学校的一些规矩和传统:120–124。每年他被记过上百次，成为违规“世纪俱乐部”的一员，记过的原因包括鞋子擦得不亮、编队失误、房间凌乱和说话出格等:31–35，父亲为此多次来校训斥他。麦凯恩很讨厌“新生年”，刚刚进入学院的新生会在这年遭受各种严酷考验和捉弄，整个班的学生会因此减少四分之一:24–29。对于那些级别更高的人随意动用权力强迫他屈服的做法，麦凯恩非常反感：“什么玩意儿，我真恨透了这些狗屁”:31–35，如果看到这些人对他人故伎重演，麦凯恩还经常插手干预。麦凯恩这时身高只有1米7，体重58公斤，虽然技能不佳，但凭借无畏且勇往直前“没有倒车档”的品性，他还是在学院轻量拳击队中打了3年。在该校就读的最后一年里，麦凯恩率领营级拳击队拿下全旅冠军:141。
麦凯恩天资聪颖，1984年的测试结果表明他的智商达到133:207，所以在感兴趣的几个科目，如英语文学、历史和政府上表现优异:31–35。海军学院的所有学生都必须学习固定的理学士课程，许多同学对他在数学、科学和工程类课程上临时抱佛脚的能力留下深刻印象:41–42。不过由于偏科严重，麦凯恩的总体成绩不佳，他之后也表示学习这些课程让他非常吃力:134。在校期间，麦凯恩的外表邋遢、性格反叛，与所在连队军官的关系也不好，这都导致他在个人操守和领导能力上得分偏低，进一步影响总体成绩:41–42:130–131, 141–142。不过，这些并不妨碍他成为同学中人气颇高的领导者，用传记作家罗伯特·蒂姆伯格（Robert Timberg）的话来说，麦凯恩是以“狂躁、直观而且非常奇特的方式”赢得同学的尊重:31–35。麦凯恩颇为擅长吸引异性，他经常同自称“坏蛋集团”的一群人合作组织不符学院规范的活动并因此在校园内小有名气，一位同学回忆称，“和约翰·麦凯恩一起恣意妄为，就仿佛置身火车失事现场”:31–35，也有一些学子对他的做为感到恼怒。1957年6月，麦凯恩和其他同学登上弗莱彻级驱逐舰“亨特号”（USS Hunt）接受训练，结果表明他在舰艇军官技能方面有良好表现:135–138。乘舰抵达目的地里约热内卢后，麦凯恩又同巴西时装模特兼芭蕾舞演员玛丽亚·格拉辛达（Maria Gracinda）发展出梦幻般的浪漫恋情，之后两人还在圣诞节期间重聚:44–46。
1958年6月，麦凯恩从海军学院毕业，成绩在全部899名学生中排第894位:31–35。虽然成绩不佳，但据麦凯恩之后回忆，他对勇气、韧性、荣誉和为国牺牲这些更加令人信服的传统并没有过任何抹黑之举，同时也始终没有放弃向家人证明，他也可以像家族中的海军先辈一样优秀:151–152。事实上，他的爸爸和爷爷和海军学院的成绩也不怎么样，毕业成绩分别是倒数第20名和倒数第3名:18, 28。麦凯恩之后才意识到自己在海军学院学习经历的宝贵，正是这段经历让他得以明白终生维持自尊的重要性，明白有些东西比自己的利益更加重要，10年之后，正是这些经历让他得以度过那段“绝望而摇摆不定”的时期:151–152。

## 军旅生涯

### 海军训练、早期分配、首次婚姻和孩子
从军校毕业后，麦凯恩获委任为少尉。他先在佛罗里达州彭萨科拉海军航空站接受海军飞行员训练至1959年9月，再到德克萨斯州科珀斯克里斯蒂海军航空站训练，训练过程为期两年，麦凯恩还在科珀斯克里斯蒂受训期间晋升中尉:32。他开的车是科尔维特，女友则是号称“佛罗里达烈焰玛丽”（Marie the Flame of Florida）的艳舞女郎，每有闲余时间，他就会前去海滩，或是在军官宿舍房间改装的酒吧和只向熟人开放的赌局度过，是他人眼中整天沉迷聚会的人物，回首往事，麦凯恩称，那时他总体上是在随意挥霍自己的健康和青春:66–68。由于缺乏耐心钻研飞行手册，反倒把时间花在研读历史书籍上，麦凯恩起初的飞行员成绩低于标准:66–68。受此影响，他没有分配到驾驶战斗机的精英分队，而是成为强击机飞行员。1960年3月在德克萨斯州进行飞行训练时，他驾驶的飞机单人单活塞发动机AD-6强击机因失速而坠入科珀斯克里斯蒂湾（Corpus Christi Bay）并沉至海底。坠机瞬间麦凯恩一度失去知觉，但很快就苏醒过来并成功打开驾驶舱游回数米之上的水面，并没有因这起事故受重伤:32。1960年5月，麦凯恩从科珀斯克里斯蒂的飞行学校毕业:32，然后前往弗吉尼亚州的奥西安纳海军航空站，接受为期5个月的进一步强击机飞行训练。
从1960年11月开始，麦凯恩成为无畏号航空母舰和企业号航空母舰“世界著名战斗老虎”第65攻击中队的强击机飞行员:156，两艘航母的基地都是诺福克海军基地:156，除在加勒比海巡航外，还多次部署到地中海:66–68。麦凯恩的驾驶技术有所改善:66–68，但就在1961年12月，他又在西班牙南部上空因过于鲁莽地降低飞行高度而撞上输电线缆，造成当地停电，不过他还是成功将受损的强击机开回无畏号航母。
1962年1月，企业号航母展开处女航，麦凯恩的姓氏引起舰长注意，还成为船上其他官兵眼里的名人。1962年6月，他升任上尉，同年10月古巴导弹危机爆发时，企业号协助执行海上封锁任务，麦凯恩在此期间负责在舰上发布警报。1963年11月，他被转回陆地，在彭萨科拉的海军航空兵基本训练指挥部服役9个月。1964年9月，他成为密西西比州梅瑞迪恩海军航空站-7训练中队的飞行教官:33，这里还有以他爷爷命名的麦凯恩飞行场。
1964年进驻彭萨科拉期间，麦凯恩开始同来自宾夕法尼亚州费城:32:66–68的泳装和形台模特卡罗尔·西普（Carol Shepp）交往。两人早在海军学院就已相识，她曾嫁给麦凯恩的同学，但之后离婚:32。麦凯恩告诉西普，他有心要做一番大事业，以求将来青史留名。1965年7月3日，两人在费城完婚，西普之前已有两个孩子，长子道格拉斯生于1959年，次子安德鲁于1962年出生，两人于1966年成为麦凯恩的养子:70。1966年9月，卡罗尔和约翰的女儿西德尼（Sidney）出世。1965年7月，麦凯恩参加阿特·弗莱明（Art Fleming）主持的智力问答节目《危险边缘》，但只赢得一局比赛。

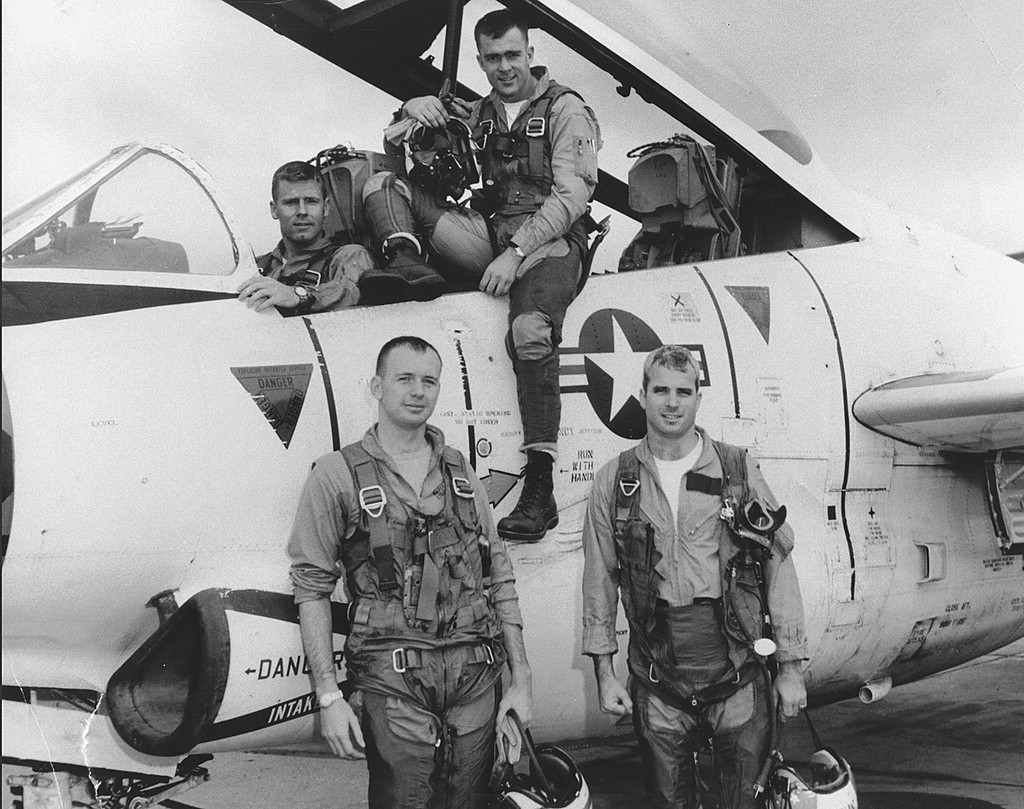
麦凯恩（前排右侧）和飞行中队的其他成员，后侧的飞机是T-2教练机，摄于1965年。

1965年11月，麦凯恩驾驶T-2教练机飞行至弗吉尼亚东海岸上空时，飞机发动机出现严重故障，他在飞机坠毁前成功弹出，这已是他遭遇的第3次飞行事故。驻扎梅瑞迪恩（Meridian）时，麦凯恩主动请求出战:70–71。1966年10月，他成为参加越南战争的预定人选，因此前往佛罗里达州的塞西尔菲尔德海军航空兵基地向第44候补飞行中队报道，接受驾驶A4天鹰单座喷气式强击机的训练:70–71:172–173。麦凯恩在这里的表现为他人看好，只是他在飞行时总试图要“挑战战机的飞行极限”。1967年1月，麦凯恩晋升少校，再于同年5月成为福萊斯特號航空母艦的一员，隶属舰上的第46攻击中队。这年春季，福萊斯特號航空母艦都在大西洋演习，再于6月启航前往太平洋。麦凯恩的父亲杰克此前已多次升职，于1958年成为海军少将，1963年又当上海军中将:34。1967年5月，杰克晋升四星海军上将，成为美国海军欧洲舰队总司令，驻扎伦敦。

### 投身越战
1967年7月25日，福萊斯特號航空母艦抵达北部湾的洋基站，并加入1965至1968年的滚雷行动，针对北越进行空中封锁和战略轰炸:185–186。从福莱斯特号发动的阿尔法打击主要是针对已经选定的特殊目标，如军火库、工厂和桥梁等。由于北越防空系统装备有苏联设计和供应的地对空导弹、高射炮和米格拦截机，这些任务实际上非常危险。麦凯恩参加的前5次空袭北越行动都很顺利:177，虽然对一些旁枝末叶的海军法规仍然不放在心上，但他已经成为他人眼中优秀而严谨的飞行员。麦凯恩和中队的其他飞行员对哥伦比亚特区遥控指挥滚雷行动感到不快，据他之后回忆，出击的具体目标往往限制得太死，以至飞行员不得不反复飞过同一目标实施轰炸，而且大部分飞行员都觉得自己的目标几乎毫无价值。“坦白讲，我们觉得那些平民司令官完全就是白痴，压根儿就不知道要怎么把仗打赢。”:185–186

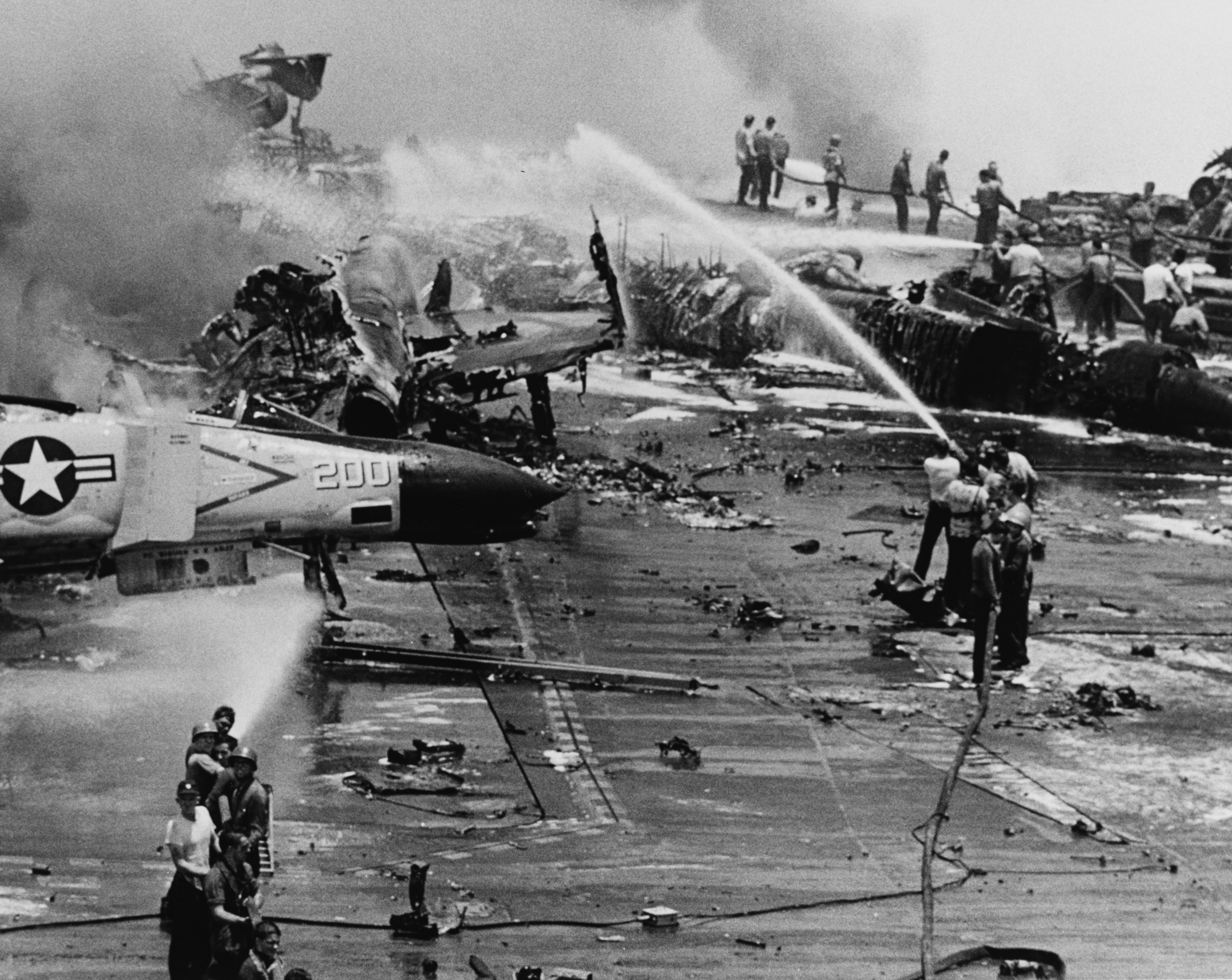
1967年，福萊斯特號航空母艦发生重大火灾，船员正努力救火。

1967年7月29日，福萊斯特號航空母艦的舰载机联队正准备发起新一轮攻势，但停在甲板上的一架F-4幽灵II战斗机突然意外发射了一枚祖尼火箭:102–103。火箭击中一架4天鹰强击机，有可能正是麦凯恩驾驶的那架，也有可能是旁边一架。火箭的冲击令天鹰强击机的油箱破裂，油料随即着火，还有两枚炸弹被撞松:118。麦凯恩之后表示：“我以为我的飞机爆炸了，到处都是火”。他爬出驾驶舱，爬向飞机前端的喷口，再从正在加油的探头跳到已经着火的甲板上:118。麦凯恩的飞行服在他从火焰上滚过时也被点燃，但很快就被他扑灭:118。正当他前去帮助另一个试图逃生的飞行员时，炸弹爆炸了，麦凯恩被冲击波向后甩出3米远，还受了轻伤，腿部和胸口被碎片击中:72–74。接下来，麦凯恩协助舰上其他人员把机库甲板升降机上没有爆炸的炸弹扔进海里，然后同其他飞行员前往航母预备室，从闭路电视查看之后的大火和救火情况:170。这场火灾夺走134条人命，另有161人受伤，还令至少20架战机被毁，火势直到24小时后才得到控制:228–229。火灾次日，麦凯恩在西贡盛赞那些为挽救甲板上的飞行员而献出生命的战友，他还在接受《纽约时报》记者小雷蒙德·沃尔特·艾伯（R. W. Apple, Jr.）采访时称：“这话很难说出口。但我现在已经见识过这些炸弹和凝固汽油弹会对我们船上的人造成怎样的伤害，所以我也不知道自己还是否愿意继续向北越投弹”。不过他也表示：“我一直想留在海军。我生来就是干这个的，也没有真心考虑过别的职业，只不过对其中的严格管制总不大适应”。

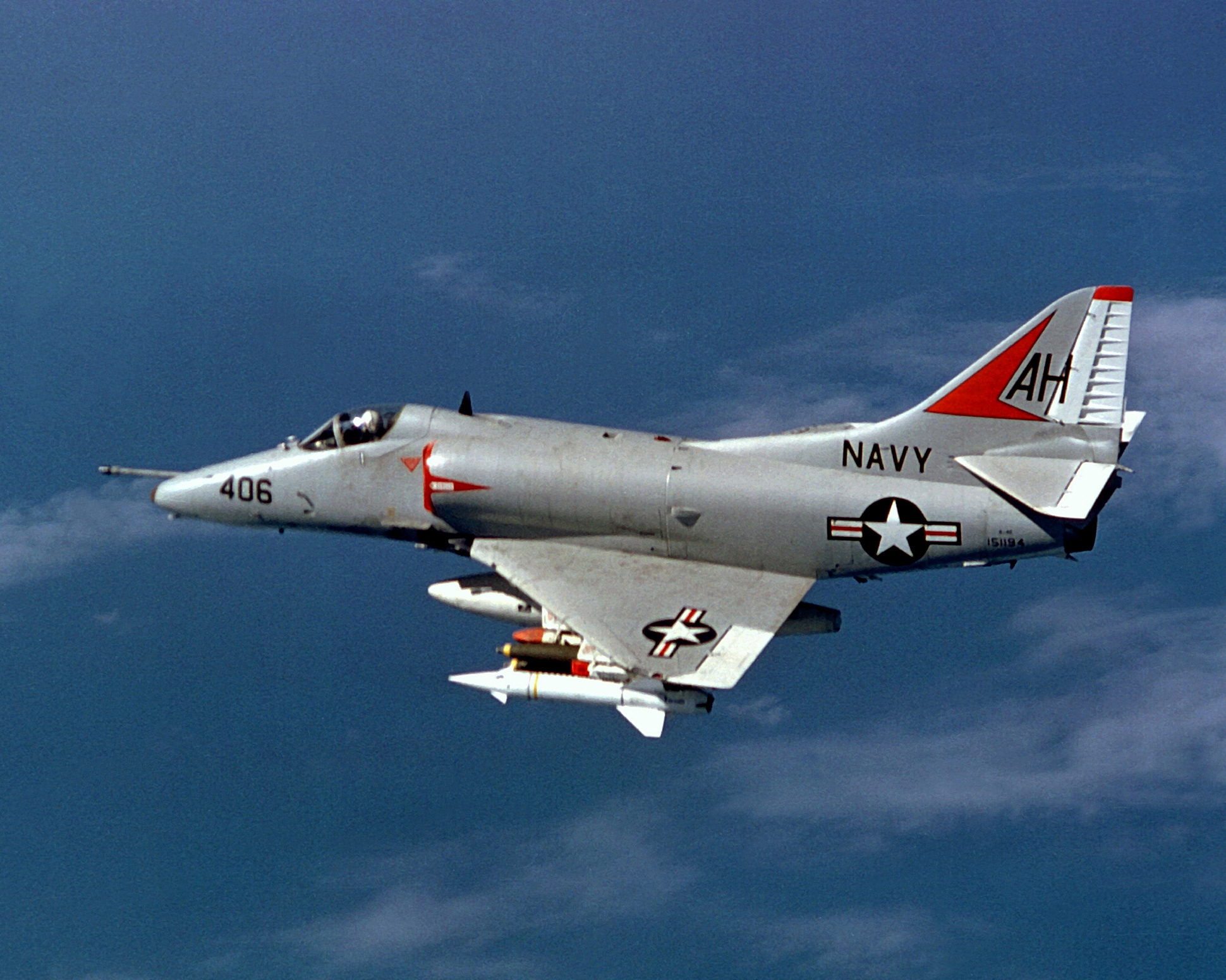
1967年麦凯恩所驾驶的就是与上图类似的一架A-4天鹰式强击机，这架强击机隶属奥里斯卡尼号航空母舰。

随着福莱斯特号开往港口等待修复，麦凯恩自愿加入人手不足的奥里斯卡尼号航空母舰第163“圣徒”攻击中队:75。这艘航母的甲板之前也发生过火灾:181，其攻击中队还是滚雷行动期间损失最惨重的单位之一。“圣徒”以大胆进攻闻名，但也为此付出很大代价:182：1967年时，该中队有三分之一的飞行员阵亡或被俘，原有的15架4强击机均已报销:182。麦凯恩在欧洲休养一段时间，还一度返回佛罗里达州橙园的家中静养:99–100，再于1967年9月30日到奥里斯卡尼号航母报到:182，心中预计次年夏季就可以完成任务回国:76–77。他马上就开始主动请缨，要求执行飞行中队接到的最危险任务。1967年10月，中队飞行员开始以12小时轮班制出击:184。10月18日，麦凯恩带领手下分队冒敌军猛烈火力空袭海防市的造船厂，之后还因此获颁海军荣誉勋章。10月25日，麦凯恩出击河内市以北有高射炮和地对空导弹火力保护的福颜空军基地取得成功，摧毁地面一架敌机，还打伤另外两架，因此获颁铜星勋章。当时河内周边拥有整个越南战争期间北越最强大的防空火力。

### 战俘

#### 被俘及审讯

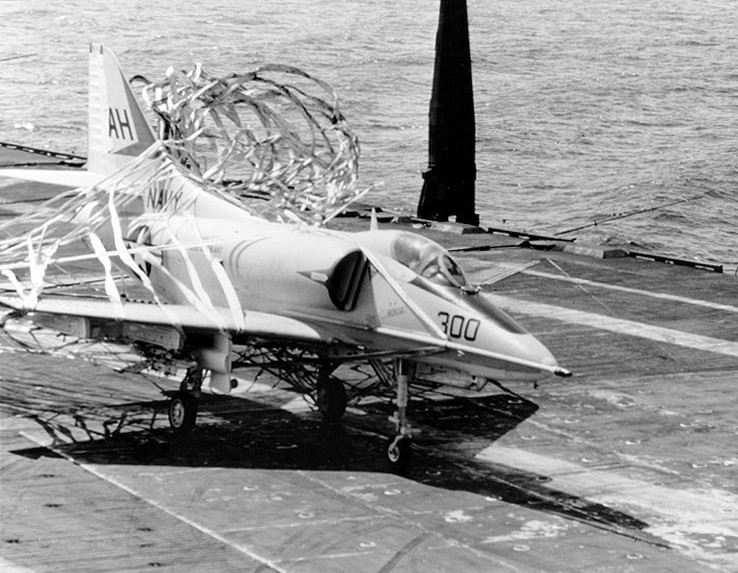
由另一名飞行员停在奥里斯卡尼号航空母舰上的一架A-4天鹰式强击机，编号“149959”，6天后，麦凯恩就是同这架强击机一起被敌军击落。

1967年10月26日，麦凯恩出发执行第23次空袭任务，同另外19架战机一起突袭河内市中部的热力发电厂，由于担心造成附带损害，美国此前几乎没有把这里作为袭击目标。麦凯恩在正午前夕抵达目标附近，然后从约2700米高空下降至约1200米逼近目标，这时，强击机的警报系统报告他已被敌军火控雷达追踪:78。但是，麦凯恩和其他遇到类似情况的美军飞行员一样继续执行轰炸任务，他驾驶飞机继续下降，在距地面约1000米的空中发射炸弹:188。但就在他开始爬升时，战机的机翼被北越防空司令部第61营发射的苏制SA-2防空导弹炸毁。当时指挥第61营击落麦凯恩战机的是营长阮兰和火力控制指挥阮禤代中尉。麦凯恩之后因被击落而获得飞行优异十字勋章，阮禤代则被授予越南人民军英雄称号。数十年后，前苏联红军中尉尤里·特鲁塞克钦（Yuri Trushechkin）声称他正是当年击落麦凯恩的导弹制导军官。无论从任何角度来说，这次空袭行动都是失败的，有3架美国海军战机被击落，但目标发电厂完好无损。

1967年10月26日，掉进河内市竹帛湖的麦凯恩被北越平民拖出，之后不久就沦为北越战俘。

麦凯恩的战机以近乎垂直的角度高速旋转下坠:360，弹射椅的力道将麦凯恩撞晕过去，他的右臂有三处骨折，左臂和右腿膝盖也因此骨折:360。麦凯恩和降落伞一起掉入河内市的竹帛湖，这时他虽然恢复知觉，但手臂却不听使唤，无法自救，身上的装备也令他逐渐下沉:78，最后用牙齿才成功打开救生衣:78。多名北越人下水将他拖上岸，这些人的身份尚无定论:47–49。许多人围上前来，朝麦凯恩吐唾沫、用脚踢他，还剥掉他的衣服，他的左肩也被枪托打成粉碎性骨折，左脚和腹部还被刺伤:78:360。接下来麦凯恩被送到河内的火炉监狱，美国战俘戏称这所监狱是“河内希尔顿酒店”:363。
同其他战俘一样，麦凯恩的身体状况在抵达火炉监狱时也很差:363。北越方面要求他泄露军事情报，否则不会提供医疗救助，面对殴打和审讯，麦凯恩说出的只有自己的姓名、军衔、生日和编号:364:79，根据日内瓦公约，战俘应当告知这些信息，而美军行为准则中也只允许军人被俘后向敌国透露这些内容。不久后，麦凯恩觉得自己已濒临死亡，他要求越方送他到医院救治，表示愿提供更多情报:364，打算在得到治疗后要求推迟审问:80。监狱医生前来查看，但觉得麦凯恩的伤势太重，他已无力回天:364。但是，北越当局发现麦凯恩的父亲原来是美国的海军上将，于是将他送医:364，还称他是“皇太子”:363。麦凯恩的战机被击落仅两天后，他沦为战俘的消息就成为《纽约时报》和《华盛顿邮报》的头条新闻。麦凯恩还在医院时，严刑逼供再度降临，他告诉敌方自己所在中队及航母的名称，还有之前空袭的预定目标:193–194。之后的两个多星期里，北越官媒《人民报》发表多篇文章，其中除上述信息外，还包括麦凯恩的一些私人信息，另有部分据称是麦凯恩对战争进程看法的内容。这些内容还出现在古巴拉美通讯社的多封稿件中。虽然麦凯恩当时觉得这些“情报”对北越没有任何实际价值，但向敌军透露这些信息仍然有违军队的行为准则，之后他也对此表示悔不当初:198。北越逼迫他披露之后美军的轰炸目标，麦凯恩于是“交待”了多个已被炸过的城市，敌方还要求他透露所在中队其他飞行员的姓名，但麦凯恩所说的实际上都是绿湾包装工美式足球队的进攻球员:193–194。

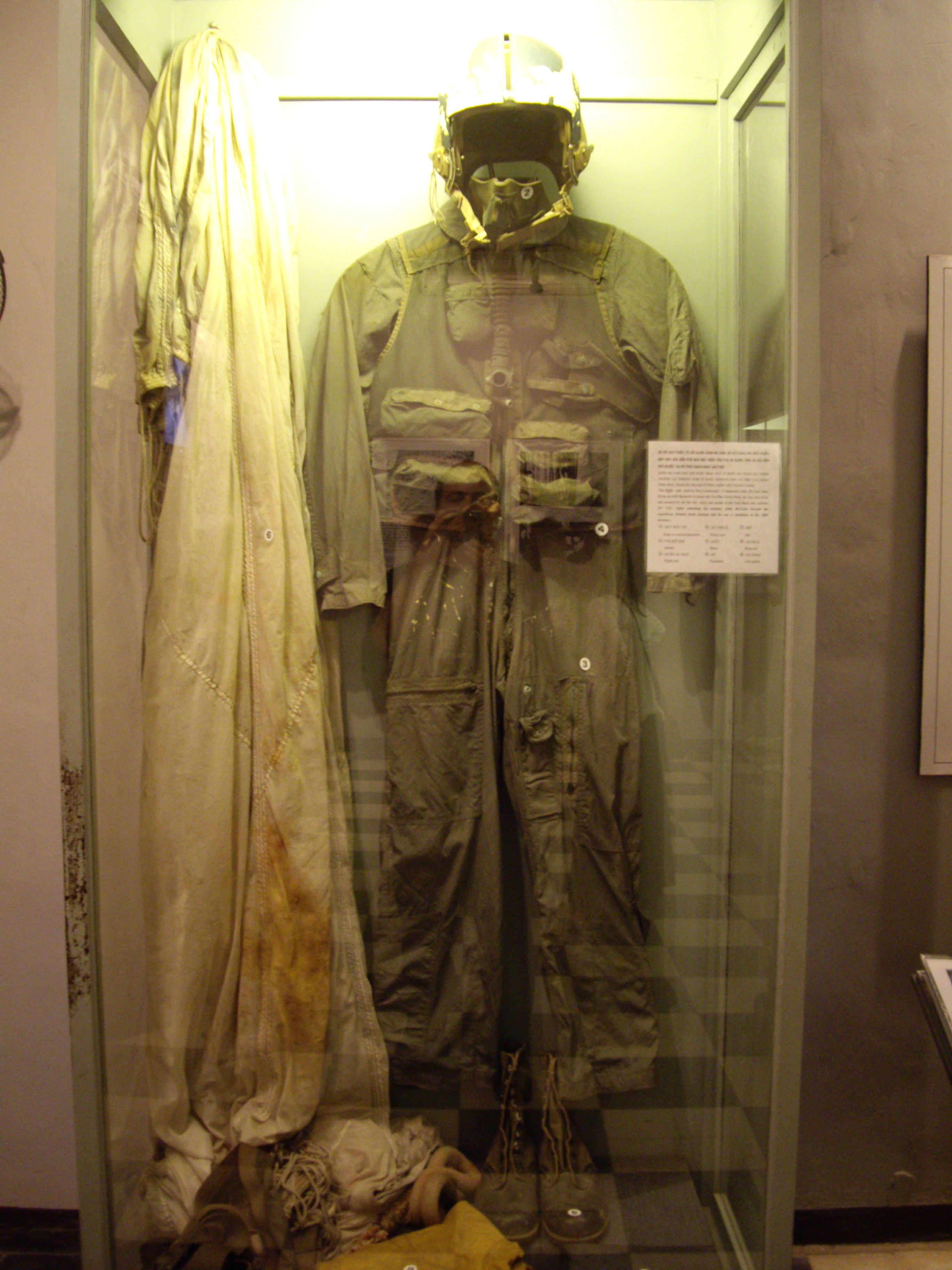
数十年后，麦凯恩的飞行服和装备在火炉监狱残余部分组建的博物馆展出。

麦凯恩在环境又湿又脏的医院接受为期6周的治疗:364–365。院方花了很长时间试图在没有麻药的情况下治疗麦凯恩的右臂骨折，但还是徒劳无功:365，他右腿的骨折得到手术救治，但左臂骨折无人理睬:367。他还一度被带到一间干净的病房接受法国记者弗朗索瓦·沙莱（François Chalais）采访，报道于1968年1月在法国电视节目《全景》（Panorama）中播出，之后又经《CBS晚间新闻》在美国播放:365–366。镜头中的麦凯恩躺在床上抽烟，说话结结巴巴，这也是他沦为战俘期间最广为人知的影像。北越方向有许多人观察过麦凯恩，其中包括越南作家阮遵、国防部长兼陆军总司令武元甲将军:361。许多北越观察人士都坚信麦凯恩是美国政、军、经济精英:368–369。麦凯恩这时已经瘦了23公斤，胸口扎有石膏，浑身污垢，眼中充满血丝，于1967年12月被送到河内郊区人称“种植园”的战俘营:83。“种植园”是座波将金村庄式的战俘营，北越当局以此作为宣传秀场，供外国人士查看战俘待遇，并且即将获释的囚犯也是关在这里。与别的战俘营相比，这里的残暴对待战俘的情况比较少，但仍时有发生，麦凯恩则可能是其中境遇最惨的战俘:340, 363, 364, 487。他的囚室还有另外两名战俘，都是美国空军飞行员，其中乔治·“巴德”·戴（George "Bud" Day）身受重伤，而且受尽折磨（戴之后获颁荣誉勋章）；另一人是诺里斯·欧沃利（Norris Overly），他起初觉得麦凯恩最多还能再活一星期:53–54。在欧沃利和戴的护理下，麦凯恩得以存活，据戴之后回忆，麦凯恩当时表现出“极其强烈的求生意志”:363。

#### 独囚
1968年3月，麦凯恩开始为期两年的单独监禁:89。同年4月，杰克·麦凯恩获命执掌美国太平洋司令部，于这年7月生效，驻扎在檀香山，统领越南战场上的所有美军:450–451。6月中旬，北越战俘营总司令白少校:91表示愿意提早释放麦凯恩:450–451。此举一方面是向世界显示北越当局慈悲为怀的宣传工具:363，另一方面也是想让其他战俘相信，像麦凯恩这样的菁英分子可以得到特别优待:450–451。但是，麦凯恩拒绝了这次示好，坚持遵守美军行为准则中“先进先出”的原则。事实上，行为准则本身只是禁止军人被俘后接受敌军的假释或优待，但许多战俘认为，这样的规则可以引申理解为先被俘的应该先获释，否则之后被俘的人即便有提前回家的机会也应该拒绝，除非身患重病或受了重伤才能例外。有狱友告诉麦凯恩，他的身体情况应该符合例外要求，但经过反复思量，麦凯恩还是决定拒绝，:92只愿在所有比他更早被俘的人都获释后才会接受北越的安排:452。巴黎和平协约谈判期间，北越高级谈判代表黎德寿曾向美国特使威廉·埃夫里尔·哈里曼提及麦凯恩拒绝提前获释一事。哈里曼在1968年9月13日的电报中称：“喝茶休息时，黎德寿提及北越不久前曾打算把麦凯恩上将的儿子和另外两名飞行员一起释放，但被他（指麦凯恩）拒绝了。”:209白少校对麦凯恩拒绝获释之举非常恼怒，他和部下还威胁麦凯恩，称事态会变得非常难看:452。
1968年8月，正被关禁闭的麦凯恩开始受到一系列酷刑对待:452–454。北越当局用绳子把他绑起来并长时间保持在非常痛苦的体位，同时每两小时就痛打他一顿:452–454。他的右腿伤势复发，多条肋骨骨折，还有几颗牙的牙龈断裂，左臂也再度骨折:452–454。置身自己的排泄物中，麦凯恩的意志开始崩溃:452–454，他试图自杀，但被警卫阻止。经过4天的折磨，麦凯恩录下反美宣传“供词”并签字:244，供词中称：“我是个黑心的罪犯，已经犯下空中海盗的罪行。我差点丧命，是越南人民挽救了我的生命，感谢医生们”:452–454。他有意采用生硬做作的共产主义术语和不合语法的陈述来表明这是被迫做出的声明。从此以后，麦凯恩一直对此事感到困扰，觉得这份声称令祖国、家庭、战友和他自己蒙羞:95, 118，但也正如他之后所写的那样：“我学到我们都在那里学到的一课：每个人都有崩溃的时候，我那时就崩溃了”。两周后，北越当局又打算强迫他签署另一份声明，但麦凯恩已经恢复斗志并拒绝他们的要求:452–454。由于拒绝合作，他有时一周会受到3次毒打:60，情况一直持续了1年多:363。其他战俘经常听说麦凯恩拒绝同北越合作，还会用下流话大声咒骂看守。另外，就读海军学院期间的拳击经历也令他能够应付敌人的殴打，北越当局再也没能令他屈服:452–454。

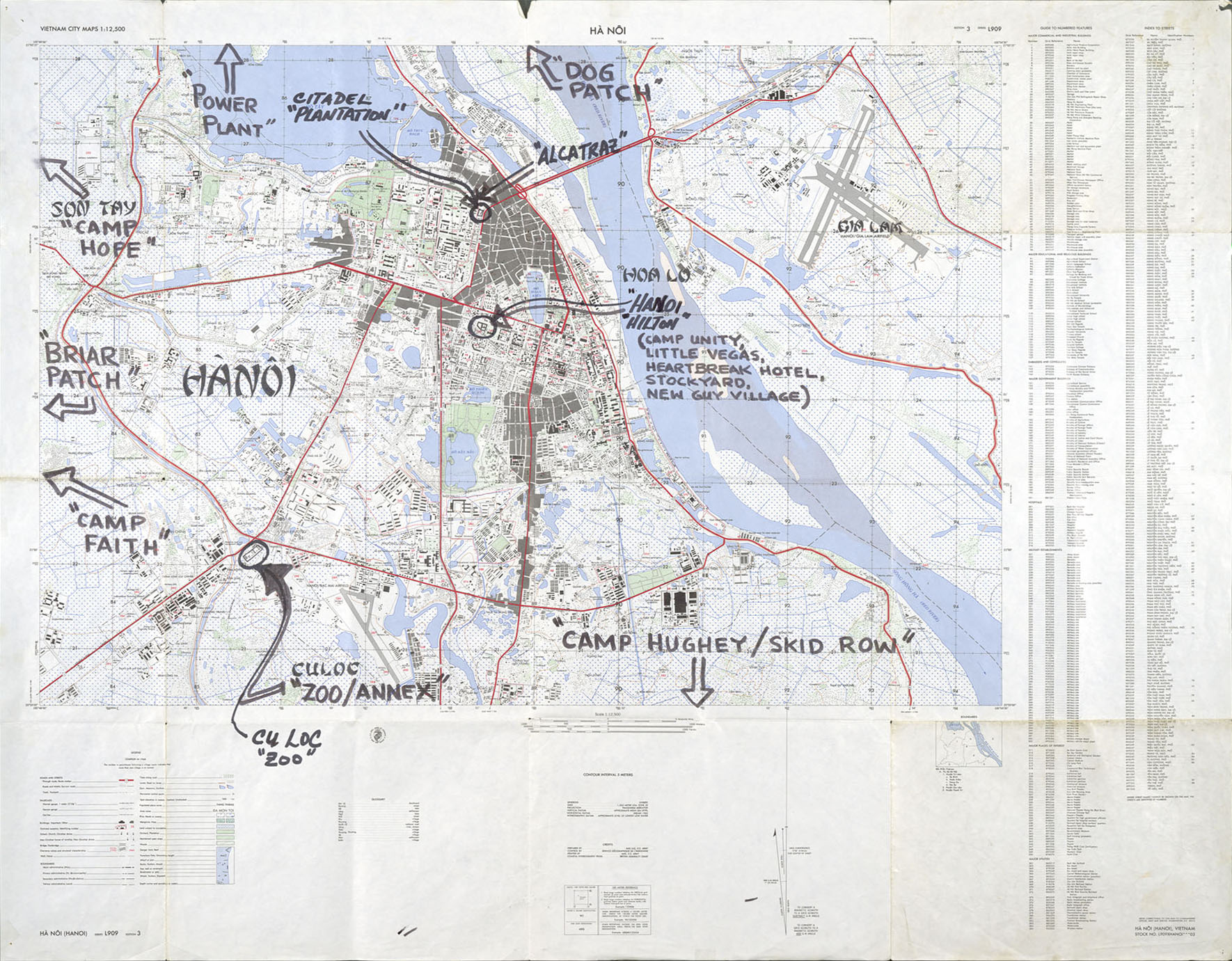
战俘迈克·麦格拉思在越战结束后不久画下这幅地图，上面的“Hanoi Hilton”就是“河内希尔顿酒店”，“Plantation”就是“种植园”，麦凯恩被俘后就曾被关进这两个战俘营，左侧的“Hanoi”是“河内”。

为了取得“供词”和宣传声明，北越对其他美军战俘也施以类似折磨和虐待。其中许多人的境遇比麦凯恩还惨，特别是那些被俘时间更早、囚禁时间更长的战俘:288–306。面对极其严酷的对待，几乎所有战俘最终都有一定程度屈服:548–549。但根据麦凯恩的回忆，沦为战俘期间他也曾遇到两次异常情况，其中一次是一名警卫在某个夜晚悄悄把绑住麦凯恩的绳子松开，让他好受一些；另一次则发生在几个月后，同一名警卫在圣诞节当天看到麦凯恩，然后站到他旁边，默默地用脚在地上的泥里画出十字架:227–228。麦凯恩记不清这到底是哪一年的事，但曾和他关在同一战俘营的奥森·斯温德（Orson Swindle）依稀记得麦凯恩曾告诉他这件事发生在1971年。数十年后，麦凯恩在竞选总统期间以这个好撒马利亚人的故事来证明信仰和人性的存在。1968年10月，麦凯恩的单独囚禁得到短暂缓和，欧内斯特·布雷斯（Ernest C. Brace）被关到隔壁囚室:ix–x, 170，麦凯恩教布雷斯如何敲击墙壁来同狱友沟通:170–171。1968年平安夜，北越当局在战俘营上演教堂礼拜仪式，供摄影师拍摄照片和录像，麦凯恩拒不遵守狱方要求战俘保持安静的指示，他先是详细说明战俘受遭受的境遇，然后又大喊“操你妈，你个婊子养的！”每当有镜头朝他拍摄时就比划出中指:98–99。由大卫·德林格（David Dellinger）、湯姆·海登和雷尼·戴维斯（Rennie Davis）等人率领的多个反越战和平组织来到河内后，麦凯恩也拒绝同他们见面:175, 179，因为他不希望因自己父亲的身份而给予北越当局或这些组织任何宣传上的口实。麦凯恩这时仍然因腿伤导致步履蹒跚，其他战俘因此给他起了个绰号“瘸子”:371:183。虽然身体状况不佳，还一直受到毒打和单独囚禁，但麦凯恩仍然是“种植园”战俘营反抗势力的重要成员:363–364, 371, 487。
1969年5月，美国国防部长梅尔文·莱尔德（Melvin Laird）开始公开质问北越对待美军战俘的方式，同年6月5日，合众国际社报道称，河内广播电台播送了一段美军战俘声明，否认北越当局有任何虐待战俘之举。广播中节录麦凯恩在1年多以前被迫发布的“供词”，称他曾轰炸“城市、城镇和村庄”，被俘后还曾得到“非常好的医疗照顾”:285–286。1969年下半年，麦凯恩及其他战俘的待遇突然好转:519:489–491。这种好转有多方面原因。首先，北越领导人胡志明在这年8月去世，针对战俘的政策有可能因此转变:519；同时，这年夏季有一名曾受毒打、身体非常虚弱的战俘获释，世界媒体都从他口中得知美军战俘的真实处境；此外，东南亚美国战俘及失踪人士家属同盟努力促使人们更加关注美军战俘的境遇，麦凯恩的弟弟乔也是该组织成员:290–291。1969年12月，麦凯恩被送回“河内希尔顿酒店”战俘营:187–188，但他的单独监禁一直持续到1970年3月才结束:64。与其他战俘一起谈论获释后想做什么时，麦凯恩说他希望当上总统。1970年1月，麦凯恩同意到河内市外接受西班牙裔古巴籍心理学家费尔南多·巴拉尔（Fernando Barral）的访谈，访谈内容之后刊登在古巴官媒《格拉玛报》上。麦凯恩谈及人生经历，对轰炸北越没有表现出任何遗憾，巴拉尔认为麦凯恩不知廉耻，而且缺乏人性深度。战俘之后发出内部禁令，禁止任何人再接受此类采访，麦凯恩从此顶住北越当局压力，拒绝同任何对北越政权持同情态度的反战团体或新闻工作者见面。

#### 获释

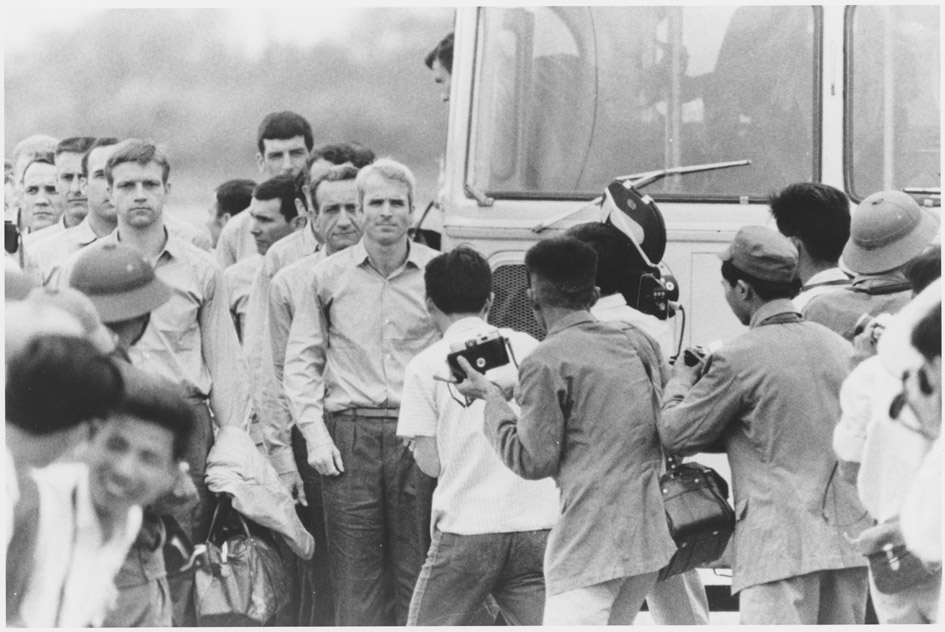
1973年3月，包括约翰·麦凯恩在内的多名美国战俘获释。

多年间，麦凯恩同其他战俘被转送到各个不同的战俘营，其间他们的总体境遇渐趋改善。统领美国太平洋司令部期间，杰克·麦凯恩每年都会在圣诞节前后到南越探望越南非军事区驻扎的美军官兵，而且独自向北瞭望，尽可能靠近战俘营中的儿子，只是被关押的战俘对此一无所知:287–288。到1971年时，受战事缺乏显著进展、同时又听说美国国内反战运动愈越愈烈的共同影响，已有约30%到50%的战俘对战争的希望破灭，有些人开始考虑是否要响应北越方面要求，制作宣传性声明:548–549。但麦凯恩的立场没有变化，他反抗战俘营做秀式的宗教礼拜活动:104，还引领其他战俘给家人写信，信中对战俘营只有负面描述:537，导致他在这年大部分时间里都被当作战俘营内“态度恶劣”的典型:548–549。
1971年11月，麦凯恩及其他多名战俘被再度送进“河内希尔顿酒店”战俘营:105。1972年4月，美国开始继续轰炸北越，轰炸目标包括河内地区，每天的作战指令由已经知道儿子就在当地的杰克·麦凯恩亲自签发，麦凯恩同其他战俘对此热烈欢呼:106–107。杰克本期望能获得连任，继续统领太平洋司令部直到战争结束:287–288，但他的任期在1972年9月截止。1972年12月，美军展开更加密集的“圣诞轰炸”行动，河内首度成为B-52同温层堡垒的反复空袭目标，美军战俘更是欢欣鼓舞:106–107。虽然夜间爆炸的火焰和对战俘营围墙的震憾令部分新战俘感到害怕，但大部分战俘都认为这是迫使北越走上谈判桌的有力措施:106–107。
1973年1月27日，战争各方签署巴黎和平协约，结束美国对越战的直接参与，但释放591名美国战俘的谈判还需要一段时间。麦凯恩最终于1973年3月14日获释，由客车送抵嘉林机场移交美军后，再从菲律宾的克拉克空军基地搭C-141运输机返回故土。
麦凯恩被北越击落后一共沦为战俘5年半之久，其中有近5年是在他拒绝提前获释之后。受战时创伤影响，他再也无法把任何一只手上抬超过80度。麦凯恩因身为战俘期间的举动获颁银星勋章、军功勋章、紫心勋章和另外3枚铜星勋章，并且再度获得海军荣誉勋章。他还因组织战俘抵抗并相互帮助而获嘉奖，表彰他克服之前的个人主义思想，坚持信仰比自身利益更加重要的事业。

### 回国

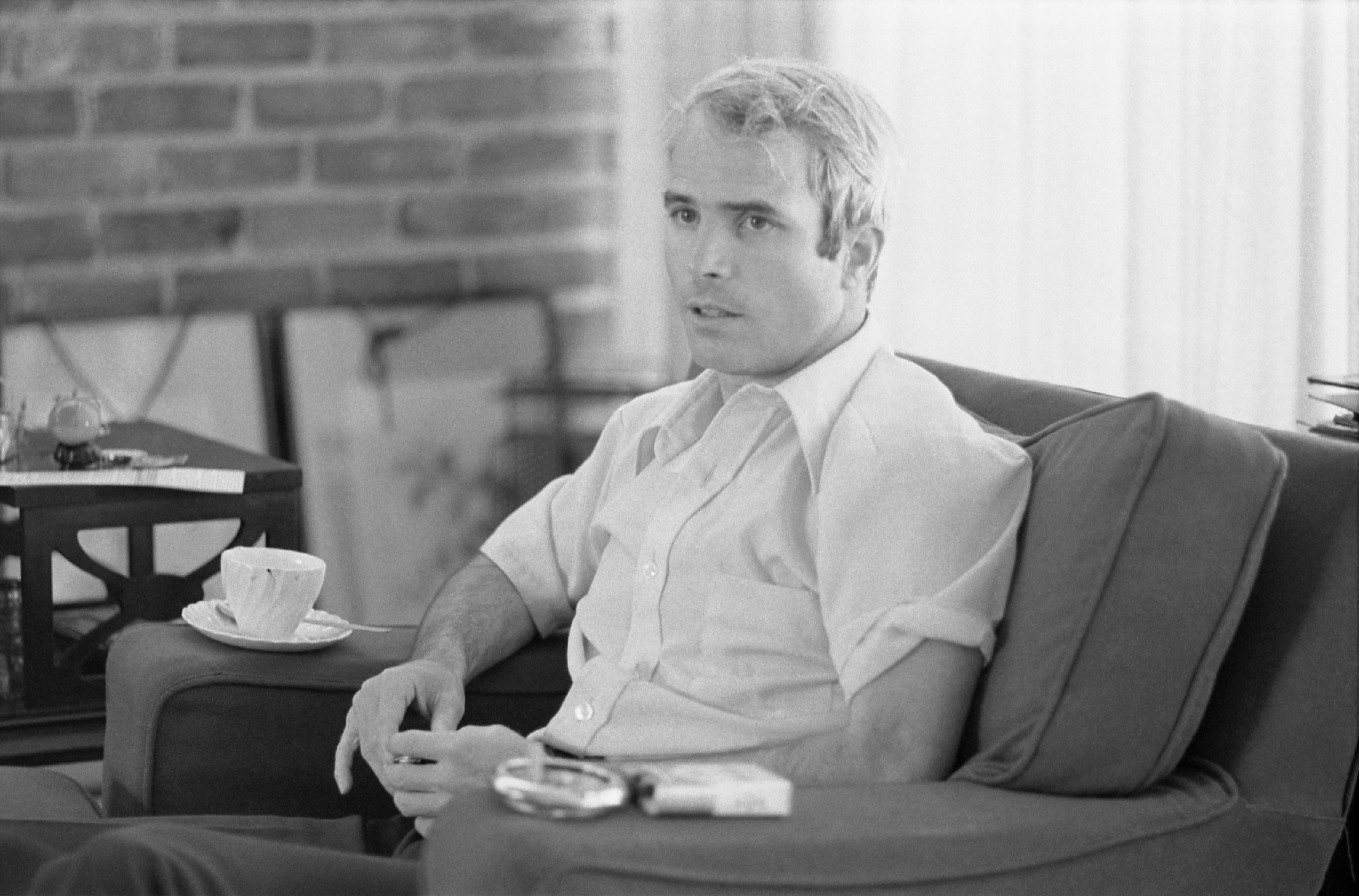
回国后，麦凯恩于1973年4月24日接受媒体采访，照片由《美国新闻与世界报道》记者拍摄。

回国几天后，麦凯恩同夫人卡罗尔及其他家人团聚。卡罗尔在丈夫被俘期间也曾濒临死亡，1969年12月的一次车祸导致她入院治疗6个月，先后经过23次手术，再次见到麦凯恩时仍未结束理疗:100–101。她的医疗费用由商人兼战俘权利代言人罗斯·佩罗支付。夫妻团聚时，卡罗尔已经比之前矮了10厘米，人也胖了很多，还拄着拐杖。身为返乡战俘，麦凯恩一定程度上成了名人：《纽约时报》头版刊出他在菲律宾的克拉克空军基地登上运输机的照片，还配有相应报道:111，《美国新闻与世界报道》以他亲自执笔、全长13页的文章作为封面报道，麦凯恩在文中描绘战俘经历的同时，还对尼克松政府的越战政策表示支持，他还在橙园等多地参加游行，亲自同多个团体见面并展现出优秀的演讲技能。佛罗里达州杰克逊维尔授予他城市之钥，他拄着拐杖在白宫接待返乡战俘招待会上同尼克松总统握手的照片成为当时的标志性影像:113。麦凯恩和家人还经常成为加利福尼亚州州长罗纳德·里根及夫人南希·里根承办晚宴的坐上宾客:119–122，他在参加州长举办的大型祈祷早餐会时的演讲给在场人士留下深刻印象。麦凯恩被俘期间就开始对罗纳德·里根心怀景仰，觉得他会把在越南冲锋陷阵视为荣誉，麦凯恩觉得里根很可能会成为国家领导人，并且不会把国家拖入战争泥潭的同时又没有足够的求胜意志:12, 88, 121–122。
为了治疗伤势，麦凯恩在杰克逊维尔的海军区域医疗中心接受为期3个月的治疗:114，先后经过3次手术:80。所有回国的战俘都需接受心理测试，结果显示麦凯恩的心理状态已经调整得非常好，而且有良好的心理发展前景。他在接受测试时告诉考官，自己经受住考验，一直“忠于祖国、美国海军、家庭和上帝”:207–208。与其他许多退伍老兵相比，麦凯恩并没有经历多少有关越战经历的恶梦或闪回，但因战俘营看守的影响，他在听到钥匙相撞的声音时会感到“紧绷起来”。
1973年7月，麦凯恩晋升中校，并于1973至1974年进入哥伦比亚特区麦克奈尔堡的美国战争学院深造:81。战俘回国后可以在选择下一个任务时得到优待，海军官员起初反对麦凯恩进入美国战争学院，因为进入该校深造的军官至少要达到中校军衔，而他的中校军衔这时尚未正式生效。麦凯恩于是向父亲的朋友、海军部长约翰·华纳（John Warner）呈请，后者同意他进入学院学习。进入学院后，麦凯恩深入研习越南历史和法国及美国在当地的战争:116–118，还把在越南沦为战俘的经历写成长篇论文《行为准则和越南战俘》（The Code of Conduct and the Vietnam Prisoners of War），作为对行为准则遵守度测试的答卷。到毕业时，麦凯恩已经认定，是美国政坛和军事领导人犯下的错误导致越战最终这样收场:116–118。他也接受反战团体有在美国行使集会抗议权利的自由，对那些因反战而逃避兵役的人抱持视而不见、互不干扰的态度:116–118。麦凯恩身在越南时，美国的社会道德观念发生了巨大变化，这些变化让许多归国战俘深感困扰，但麦凯恩淡然处之:113。1974年11月，麦凯恩再度抵达西贡:122–123，同其他多名昔日的战俘一起获得该国最高荣誉越南国家勋章。他还于西贡陷落5个月前在南越战争学院演讲:122–123。麦凯恩决定走出昔日战俘的阴影，重建人生:116–118。很少有人想到麦凯恩还会再度驾驶战机飞上蓝天，但他还是决心一试，与此同时他还在进行长达9个月的艰苦物理治疗，特别是要设法令自己的膝盖能够再度弯曲。

### 中队长
经过足够的调理，麦凯恩的身体状况已经可以满足飞行需要并再度取得飞行许可。1974年8月，他成为“地狱剃刀”第174替补飞行中队的一员。该中队属A-7海盗二式强击机训练中队，主要在杰克逊维尔的塞西尔菲尔德海军航空兵基地运作，是当时美国海军最大的飞行中队。1975年，麦凯恩成为第174中队副队长，之后又于1976年7月1日升任队长:84–86。不过，麦凯恩之前从未统领过飞行中队，这实际上同成为174中队长的基本要求不符，所以最后一项任命曾引发争议:122–123，但从军衔角度上来说，他这时的军衔已经远远超出统领飞行中队的级别:12。虽有部分高级官员对麦凯恩出任这一职务不满，觉得他不过是沾父亲的光，但许多下级军官还是支持他，并帮他取得驾驶-7强击机在航母上降落的资格。
担任中队长期间，麦凯恩的领导风格相对而言偏向非正统，他更多情况下是以人格魅力来领导下属。对于那些行事不力的部下，他会解除他们的职务，并通过与下属建立非正式的关系来提高士气和工作效率:84。越南战争结束后，国防预算数额有限，飞机零部件也相对短缺:84，第174中队开始有女性军官参与，麦凯恩则通过有力手段确保初来乍到的女军官得到尊重。在他的领导下，中队战机的预备率明显提升，首次出现全部50架战机都能够起飞的情况:84。虽有部分技术指标在此期间出现下滑，但飞行员人身安全状况有显著改善，一度达到零事故程度:84。第174中队因此首次获得集体嘉奖，麦凯恩也获颁功勋服役奖章。麦凯恩之后回忆，统领第174中队是他军旅生涯中最具回报的任务:13。他的任期在1977年7月结束，职务交接仪式除包括杰克·麦凯恩在内的所有家人外，还有许多战俘营的狱友出席，海军上将小艾萨克·基德（Isaac C. Kidd, Jr.）在现场发言，称约翰·麦凯恩已经同父亲和爷爷一起，在美国海军的荣誉传统中占有一席之地，这席话让麦凯恩深受感动:122–123。
麦凯恩夫妇的婚姻在他担任中队长期间开始出现裂痕:239。他有过多次婚外情，有人看到他在社交场合同别的女人一起，是同僚眼中的拈花惹草之辈:239。当时还有广为流传的传言声称他与女性下属有染，但他之后对此坚决否认:239。他和部分女性的不正当关系发生在例行飞抵海军陆战队尤马航空基地和海军埃尔森特罗航空基地交班之后:239。麦凯恩之后表示：“我的婚姻完全是因为我的自私和比在越南时更加不成熟的行为而崩溃，这不是战争的错，对此我难辞其咎，这完全是我的错”。卡罗尔之后也表示，两人婚姻的结束与越战无关，也与她遭遇的车祸无关，完全是因为年近不惑的麦凯恩还想像25岁时那样:240。麦凯恩的作记作者罗伯特·蒂伯格（Robert Timberg）则认为，越战还是对两人婚姻破裂造成了一定影响，或许并不是重要原因，但仍然不容忽视:240。据约翰·麦凯恩所说：“我已经变了，她也是。经过那么大的变化后，人就不能再走到一起了”:240。

### 参议院联络员，离婚和再婚
虽然只在1964年投过一次票，但麦凯恩回国后就曾考虑从政。1976年，他一度考虑竞选佛罗里达州联邦众议员，并获得杰克逊维尔当地部分名人支持，但其他共和党领导人说服麦凯恩，要想取代已长年担任这一职务的民主党人查尔斯·班尼特（Charles E. Bennett），他的从政经历、资金和民众支持率都还不够。1976年总统大选共和党初选期间，麦凯恩竭力协助罗纳德·里根，以致基地司令官批评他政治上过分积极，与他在海军的地位不相称。
离开第174中队后，麦凯恩被派往美国海军航空系统司令部，从事毫不起眼的文职工作:126–128。美国海军作战部长詹姆斯·霍洛威三世（James L. Holloway III）认为这样的指派纯粹是浪费麦凯恩的社交才能:126–128，所以于1977年7月任命他在海军法制办担任参议院联络员，主要工作是提供选区服务，并充当国会议员、国防部和游说集团之间的调解人:126–128，麦凯恩之前也曾出任这一职务。麦凯恩之后表示，出任联络员让他真正得以进入政治领域，同时也是他第二份事业的开始。麦凯恩个性活跃，对军事领域知之甚详，他在拉塞尔参议员办公大楼的办公室为此经常有参议员及其下属聚集:126–128。麦凯恩还经常陪同国会代表团到海外考察，并在路途上安排一些刺激的插曲。他受到民主共和两党参议员的影响，还同德克萨斯州联邦参议员、参议院军事委员会头面人物约翰·陶沃（John Tower）保持着特别紧密的联系。1978至1979年，麦凯恩站在卡特政府和海军部长小威廉·格雷厄姆·克莱托（W. Graham Claytor Jr.）的对立面，在为新建超级航空母舰争取国会资金上扮演关键性的幕后角色:132–134。1979年8月，麦凯恩晋升上校，并成为参议院联络办公室主任:126–128，参议院联络办公室在他领导下处于最具影响的时期之一。
返回首都后，约翰和卡罗尔短暂分居，之后再度重聚并维持婚姻关系。1979年4月，麦凯恩在出席夏威夷州联邦参议员的军事接待礼节现场结识来自亚利桑那州凤凰城的教师辛迪·娄·亨斯利（Cindy Lou Hensley），辛迪比他小18岁，是安海斯-布什啤酒分销商詹姆斯·威利斯·亨斯利（James Willis Hensley）的富家千金，母亲叫玛格丽特·“斯密提”·亨斯利（Marguerite "Smitty" Hensley）。两人开始幽会，在亚利桑那州和哥伦比亚特区间穿棱相见，麦凯恩也开始催促卡罗尔赶快同意离婚。1980年1月，麦凯恩夫妇再度分居，他于同年2月提出离婚，卡罗尔也表示同意。面对法庭传票，卡罗尔没有回应，两人于1980年4月2日在华尔顿堡滩正式离婚。麦凯恩同意由卡罗尔拥有双方子女的全面监护权，他还会支付赡养费，包括大学学费在内的子女抚养费，位于弗吉尼亚州和佛罗里达州的房产也归她所有，卡罗尔这时还因1969年的车祸而需接受治疗，麦凯恩同意对此提供终身财政支持，两人好聚好散，维持良好关系。
麦凯恩和亨斯利于1980年5月17日在凤凰城完婚，联邦参议员威廉·科汉和加里·哈特（Gary Hart）是他的伴郎，但他的孩子们对父亲感到不满，所以没有出席婚礼，直到多年后才同麦凯恩和辛迪和解。卡罗尔成为南希·里根的个人助理，之后出任白宫访客办公室主任。里根夫妇对两人离婚深感震惊，南希同约翰·麦凯恩的关系一度转冷，但之后还是重拾友谊:85–86。麦凯恩的其他许多朋友也有类似的态度转变，由于他经常对这段往事表示愧疚，同时又持续表现出强烈的人格魅力，许多一度疏远的朋友最终都回到他身边。
麦凯恩于1980年末期间决定从海军退役:9–10。他一直没有指挥过大规模海上行动:135，身体状况也已恶化，无法达到任何航母指挥官职的体能要求，此外，他的手臂活动范围有限，而且走路时视天气而定还可能需要拐杖。麦凯恩自认有望晋升少将，再升中将的可能性很小，但绝对不可能像父亲和爷爷那些成为上将:135。麦凯恩之后在回忆录中表示，他并不对离开海军的决定感到后悔:9–10，但她的母亲显然有不同看法，觉得国会生涯同海军最高将领相比实在微不足道。麦凯恩对担任国会议员深感兴奋，他很快就聘请竞选经理协助竞选亚利桑那州联邦众议员。1981年初，海军部长约翰·莱曼（John F. Lehman）告知麦凯恩，只要留在海军，他仍然有望晋升一星准将，希望麦凯恩继续在参议院联络办公室工作，但麦凯恩表示自己心意已定，自认在国会可以更有做为。
1981年4月1日，麦凯恩以上校军衔正式退役，并因越战期间的伤势得以继续享有残疾抚恤金。麦凯恩还因对参议院联络办公室的贡献再获军功勋章。1981年3月22日，杰克·麦凯恩去世:138，约翰于同月27日最后一次身着海军制服，在阿灵顿国家公墓出席父亲的葬礼，并于葬礼结束后在退伍文件上签字。当天下午，他乘机抵达凤凰城，同辛迪开始新的人生:138。

## 奖赏和授勋
约翰·西德尼·麦凯恩三世曾获以下奖赏和授勋：
|               |                           |                           |
| V · Gold star |                           |                           |
|               | V · Gold star · Gold star | Gold star                 |
|               | Gold star                 | V · Gold star             |
|               |                           |                           |
| Bronze star   |                           | Bronze star · Bronze star |
|               |                           |                           |

| 海军飞行员徽章                |                                      |                                      |
| 银星勋章                      | 军功勋章 带作战英勇标志和一颗星      | 军功勋章 带作战英勇标志和一颗星      |
| 飞行优异十字勋章              | 銅星勳章 带作战英勇标志 和两颗星     | 紫心勋章 带一颗星                    |
| 功勋服役奖章                  | 空战奖章 带一颗星和 打击/飞行数字“2” | 海军荣誉勋章 带作战英勇标志 和一颗星 |
| 作战行动丝带                  | 战俘奖章                             | 海军远征奖章                         |
| 國防部服役獎章 带一颗战斗之星 | 武装部队远征奖章                     | 越南服役獎章 带两颗星                |
| 越南国家勋章:74               | 越南共和国集体嘉奖                   | 越南战役奖章                         |